# Santos de Guápiles
Santos de Guápiles Fútbol Club is een voetbalclub uit de gelijknamige stad Guápiles in Costa Rica. Thuisstadion is het Estadio Ebal Rodríguez, dat een capaciteit heeft van 2.300 toeschouwers. De club werd opgericht op 10 november 1961 en speelt in de hoogste afdeling van het Midden-Amerikaanse land, de Liga Costarricense de Primera División.
AD Carmelita · 
AD San Carlos · 
Belén FC · 
CS Cartaginés · 
CS Herediano · 
Deportivo Saprissa · 
LD Alajuelense · 
Limón FC · 
Municipal Liberia · 
Municipal Pérez Zeledón · 
Santos de Guápiles · 
Universidad de Costa Rica